# Chelidonium cyaneum
Chelidonium cyaneum là một loài bọ cánh cứng trong họ Cerambycidae.